# Etzelwang
Etzelwang är en kommun och ort i Landkreis Amberg-Sulzbach i Regierungsbezirk Oberpfalz i förbundslandet Bayern i Tyskland.
Kommunen ingår i kommunalförbundet Neukirchen bei Sulzbach-Rosenberg tillsammans med kommunerna Neukirchen bei Sulzbach-Rosenberg och Weigendorf.